# Martin Chuzzlewit

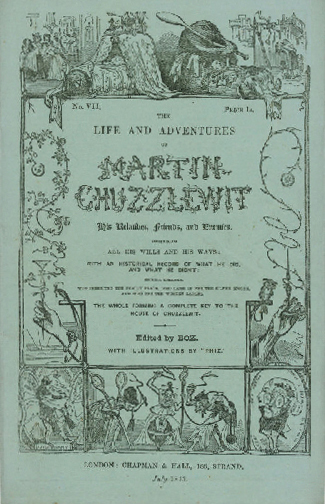
Deckblatt der Fortsetzungsreihe

The Life and Adventures of Martin Chuzzlewit (Leben und Abenteuer des Martin Chuszlewit), bekannter als Martin Chuzzlewit, ist ein Roman von Charles Dickens und gilt als der letzte seiner Schelmenromane. Der Roman erschien in mehreren Fortsetzungen zwischen 1843 und 1844. Dickens hielt Martin Chuzzlewit für eine seiner besten Arbeiten, allerdings erwies er sich als einer seiner am wenigsten populären Romane. Der Verkaufserfolg der ersten Fortsetzungen war im Vergleich zu früheren Werken Charles Dickens’ enttäuschend. Als Reaktion darauf änderte Dickens die Handlung und ließ den Titelhelden nach Amerika reisen. Dies gab Dickens die Möglichkeit, die Vereinigten Staaten, die er 1842 besucht hatte, satirisch als Wildnis darzustellen, in deren wenigen zivilisierteren Orten überwiegend betrügerische Profitmacher lebten.
Das Hauptthema des Romans ist, nach dem von Dickens verfassten Vorwort, die satirische Darstellung von Eigennutz, ein Charakterzug, der alle Mitglieder der Chuzzlewit-Familie kennzeichnet. Der Roman ist Angela Georgina Burdett-Coutts gewidmet, einer Freundin und Förderin von Dickens.
Johann Nestroy verwendete Dickens’ Roman als Vorlage für seine Posse Die lieben Anverwandten.

## Handlung

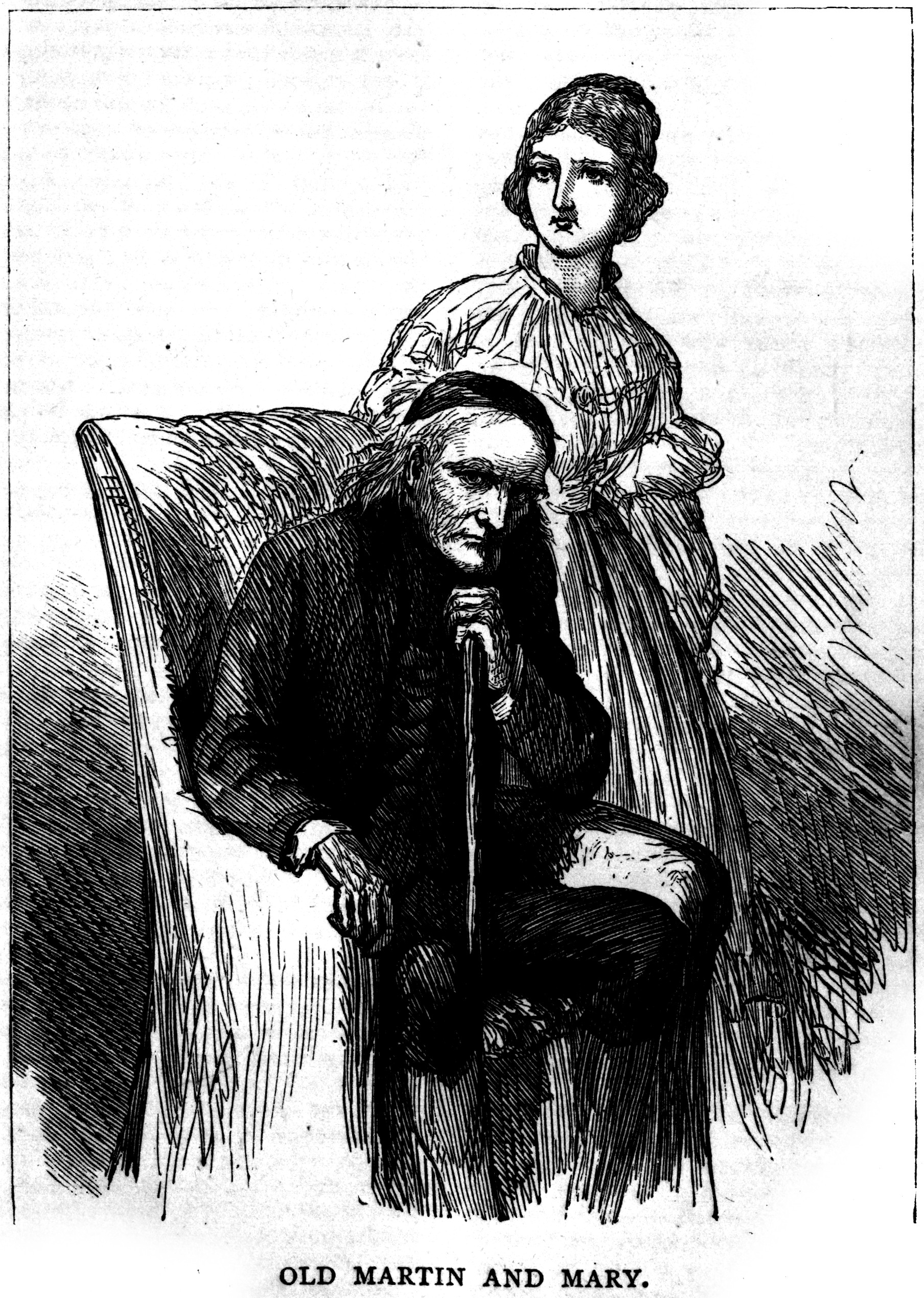
Der alte Martin Chuzzlewit gemeinsam mit Mary

Der junge Martin Chuzzlewit wird von seinem Großvater und Namensvetter aufgezogen. Dieser sehr wohlhabende Mann ist davon überzeugt, dass jeder um ihn herum hinter seinem Geld her ist, und hat deshalb bereits Jahre zuvor, bevor die Handlung des Romans einsetzt, sich entschlossen, eine junge Waise aufzuziehen. Mary, diese Waise, soll seine Pflegerin im Alter sein: Solange er lebt, wird sie gut versorgt sein, nach seinem Tod jedoch mittellos dastehen. Das soll ihr Antrieb sein, für sein Wohlergehen zu sorgen, während seine Verwandten von seinem Tod profitieren werden. Allerdings verliebt sich sein Enkel und Erbe Martin in Mary und ruiniert mit seinem Heiratswunsch die Pläne des alten Martin Chuzzlewit. Er verlangt deshalb von seinem Enkel, die Verlobung zu lösen, und enterbt ihn, als dieser dem nicht nachkommt.
Der junge Martin Chuzzlewit wird Lehrling bei Mr. Pecksniff, einem untalentierten gierigen und scheinheiligen Wichtigtuer, der angeblich junge Männer Architektur lehrt. Tatsächlich lebt er von ihren Studiengebühren und lässt sie Zeichnungen ausführen, die er als die eigenen ausgibt. Er hat zwei eitle, verwöhnte und gehässige Töchter, Mercy (Merry) und Charity (Cherry). Dem jungen Martin ist nicht klar, dass Mr. Pecksniff gleichfalls zu den Verwandten seines Großvaters zählt und mit der Aufnahme des Enkelsohns sich das Wohlwollen des alten Martin sichern möchte. Die Hoffnung ist, dass dieses Wohlwollen auch entsprechend im Testament seinen Ausdruck findet.
Während er bei den Pecksniffs lebt, lernt der junge Martin Tom Pinch kennen. Pinch ist eine freundliche und gutherzige Person, dessen verstorbene Großmutter Pecksniff ihren gesamten Besitz gab, weil sie daran glaubte, dass Pecksniff aus ihrem Enkel einen großen Architekten und Gentleman machen würde. Pinch ist so tugendhaft, dass er außer Stande ist, den wahren Charakter von Pecksniff zu erkennen, und ihn gegenüber den anderen verteidigt. Während er für Ausbeuterlöhne für Pecksniff arbeitet, ist er der Überzeugung, dass er der unwürdige Empfänger von Pecksniffs Wohltaten ist. John Westlock, Martins Vorgänger als Lehrling bei Pecksniff, erkennt dagegen sofort den wahren Wert von Pinch und die Bösartigkeit von Pecksniff.
Als der alte Chuzzlewit vom neuen Leben seines Enkels hört, verlangt er von Pecksniff, dass er den mittellosen jungen Chuzzlewit hinauswirft. Diesem Wunsch kommt Pecksniff sofort nach. Der alte Chuzzlewit zieht bei Pecksniff ein und verfällt langsam seinem Einfluss. Während seines Aufenthalts verliebt sich Pinch in Mary, wagt aber nicht ihr seine Liebe zu gestehen, da er von ihrer Beziehung mit dem jungen Chuzzlewit weiß.

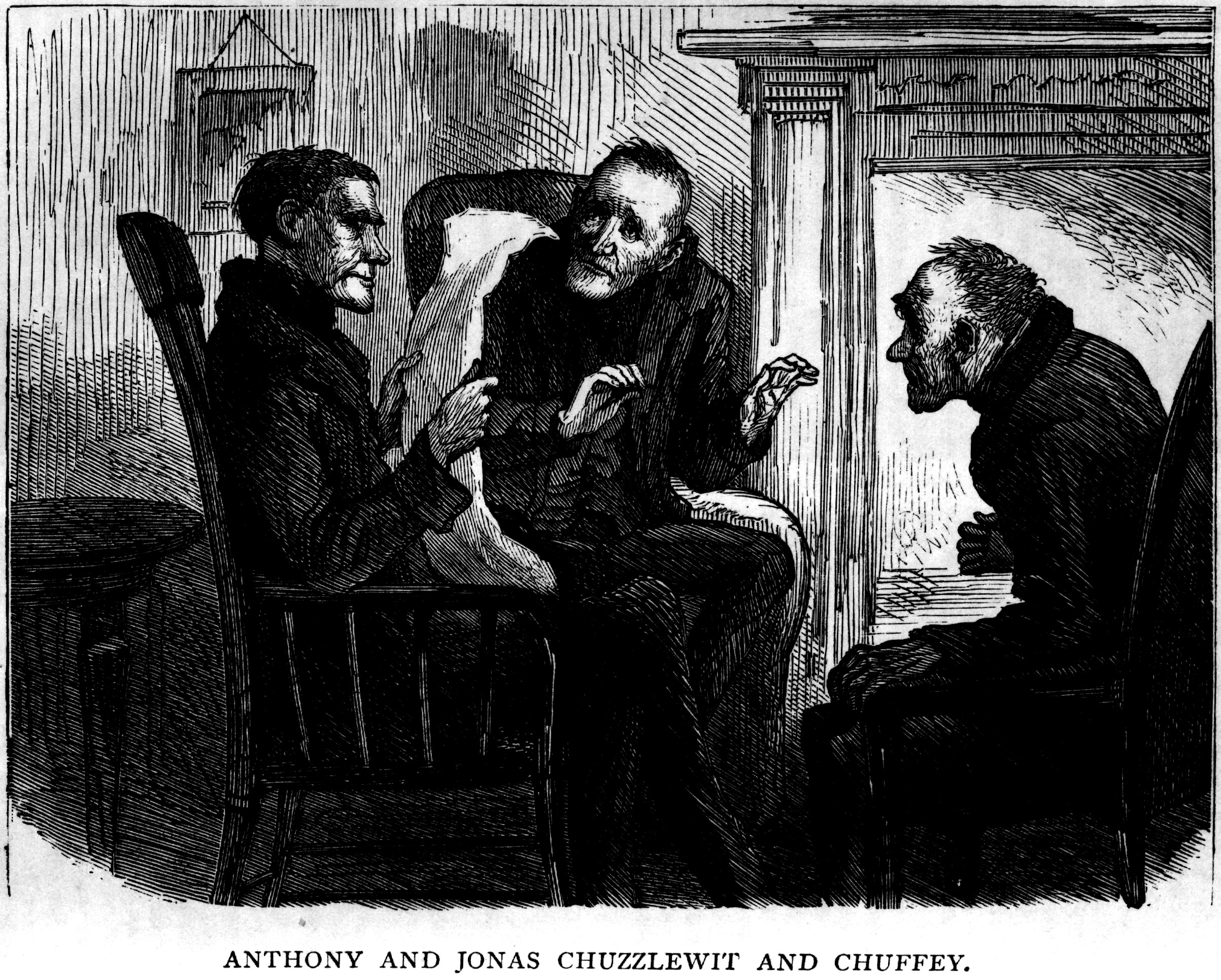
Anthony und Jonas Chuzzlewit

Einer der geldgierigen Verwandten des alten Chuzzlewit ist sein Bruder Anthony Chuzzlewit, der gemeinsam mit seinem Sohn Jonas ein Geschäft betreibt. Obwohl sie über etwas Wohlstand verfügen, leben sie knauserig. Jonas kann den Tod seines Vaters kaum erwarten, um an das Erbe zu gelangen. Anthony Chuzzlewit stirbt schließlich unter verdächtigen Umständen und hinterlässt sein Geld Jonas. Jonas wirbt zunächst um Cherry Pecksniff, die sich davon sehr geschmeichelt fühlt, während er sich ständig mit Merry streitet. Jonas gibt jedoch plötzlich der erbosten Cherry den Laufpass und hält bei Seth Pecksniff um Merrys Hand an, nicht ohne für die weniger beliebte Merry eine um 1.000 Pfund höhere Mitgift zu verlangen als den ihm zunächst für Cherry zugestandenen Betrag von 4.000 Pfund. Während ihrer Verlobungszeit hänselt Merry ihn ständig, was Jonas mit dem Hinweis, dass er seine Rache haben wird, wenn sie erst einmal verheiratet sind, geduldig erträgt. Zur Rache kommt es tatsächlich. Nach der Heirat misshandelt er Merry verbal und physisch. Ihre Persönlichkeit verändert sich von der eines kichernden, lebenslustigen Mädchens in die einer gebrochenen und ängstlichen Frau. Cherry reagiert mit Freude auf Merrys Leiden.
Jonas lernt derweil den skrupellosen Montague Tigg kennen und wird Teilhaber seines betrügerischen Schneeballsystems. Die Figur des Montague Tigg wurde bereits zu Beginn des Romans als dreckiger kleiner Dieb eingeführt. Hier nennt er sich noch Tigg Montague und ist das Faktotum eines ebenfalls fragwürdigen Charakters namens Chevy Slyme. Nachdem Tigg den jungen Chuzzlewit um seine wertvolle Taschenuhr betrogen und diese verkauft hat, kauft er sich vornehme Kleidung, mietet ein edles Büro und ändert seinen Namen. Diese Fassade reicht aus, um Investoren vorzugaukeln, er sei ein wichtiger Geschäftsmann und die Zusammenarbeit mit ihm werde zu einträglichen Geschäften führen. Nachdem also das betrügerische Amerika dargestellt wurde, zeigt sich, dass das Mutterland nicht besser ist.

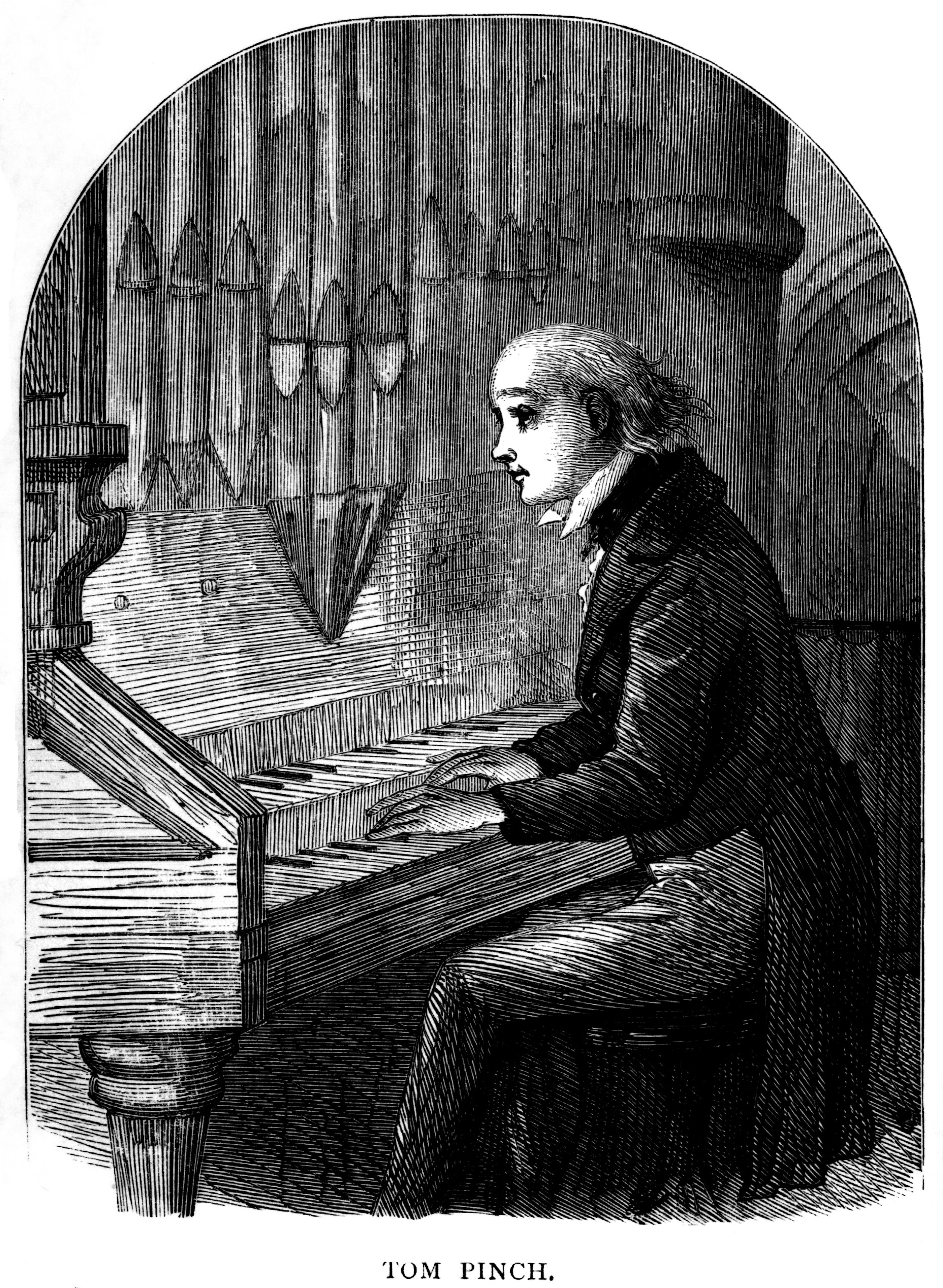
Tom Pinch

Zu diesem Zeitpunkt erkennt Tom Pinch, der nun bereits mehrere Jahre für Pecksniff gearbeitet hat, den wahren Charakter seines Arbeitgebers, denn Mary gesteht ihm dessen unerwünschte Annäherungsversuche. Pecksniff wird Ohrenzeuge der Unterhaltung und entlässt Tom Pinch. Pinch geht nach London, um dort nach Arbeit zu suchen, und wird dort zum Retter seiner Schwester Ruth, die von ihren Arbeitgebern misshandelt wird. Die beiden gründen einen gemeinsamen Hausstand und Tom Pinch begegnet John Westlock, der mittlerweile reich geerbt hat. Pinch erhält sehr schnell eine Anstellung bei einem mysteriösen Arbeitgeber mit Hilfe des gleichfalls mysteriösen Mr. Fips.
Der junge Chuzzlewit hat sich mittlerweile mit Mark Tapley angefreundet. Mark ist immer großzügig und fröhlich, was nach seiner Meinung nur darauf zurückzuführen sei, dass es ihm materiell gut geht. Um zu überprüfen, ob dieser Charakterzug ihn auch dann kennzeichnet, wenn seine Umstände weniger gut sind, beschließt er, den jungen Chuzzlewit als unbezahlter Dienstbote zu begleiten, als dieser in die Vereinigten Staaten aufbricht, um dort sein Glück zu versuchen. In den Vereinigten Staaten versuchen sie eine neue Existenz in dem sumpfigen, krankmachenden Ort Eden zu gründen, wo ihnen ein Betrüger Land verkauft hat. Dickens benutzt diese Szene, um sich über den Charakter der US-Amerikaner lustig zu machen. Auffällig bei diesen ist auch, dass sie stets die bürgerliche Gleichheit im Munde führen, sich aber damit brüsten, auf ihren Englandreisen nur mit der Aristokratie verkehrt zu haben. Mark und Martin sterben fast an der Malaria, die sie sich in Eden zuziehen. Die Erkrankung verändert auch Martin Chuzzlewits stolzen und selbstbezogenen Charakter. Martin Chuzzlewit möchte sich mit seinem Großvater versöhnen, der steht aber mittlerweile so unter Kontrolle von Pecksniffs, dass er ihn hinauswirft.

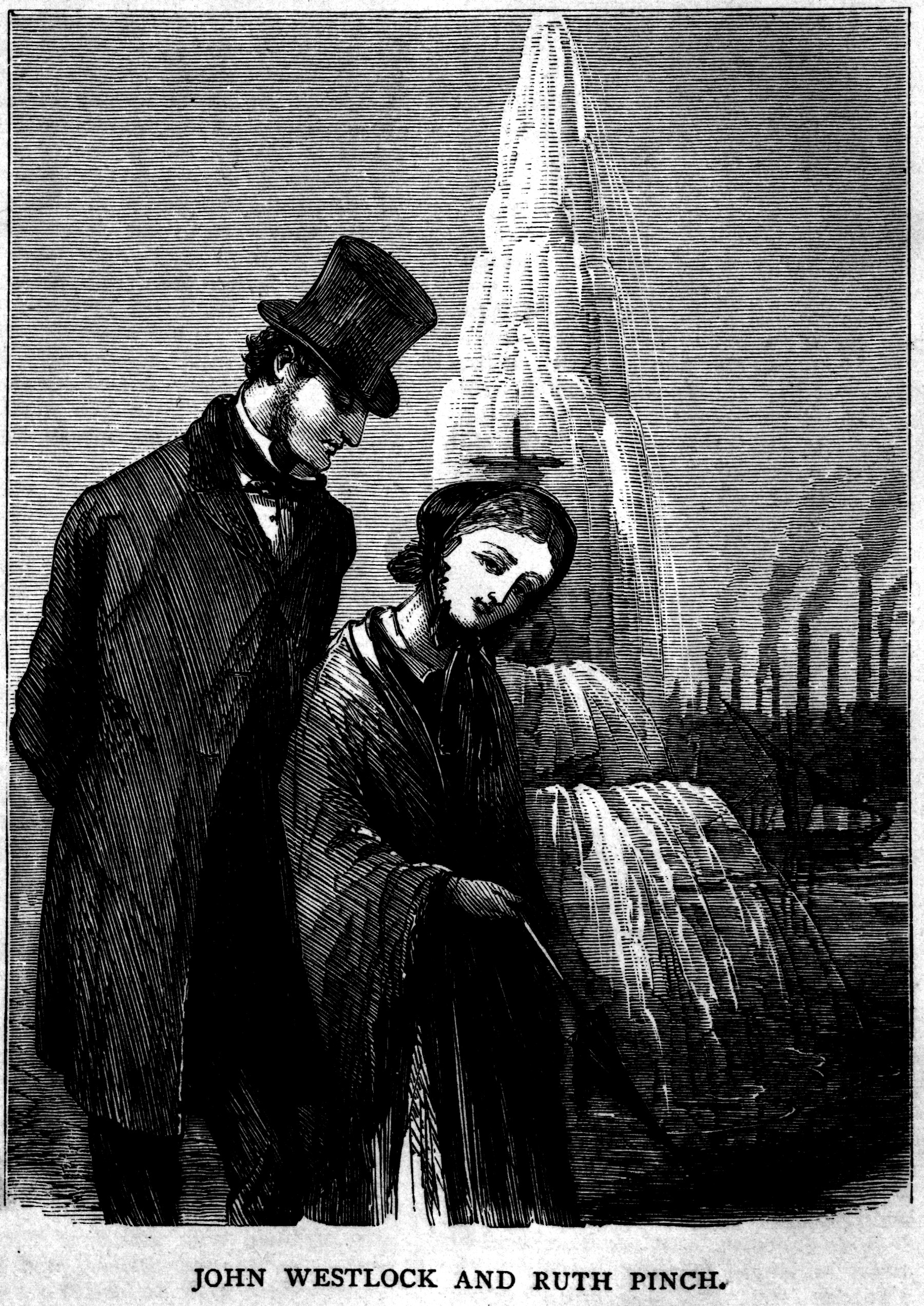
John Westlock und Ruth Pinch

Pecksniff wird durch Jonas in das Schneeballsystem einbezogen, der von Tigg erpresst wird. Erst am Ende des Romans wird klar, dass Tigg über Informationen verfügt, wonach Jonas seinen Vater getötet hat. Nach seiner Rückkehr trifft der junge Chuzzlewitt wieder auf Tom Pinch. Zeitgleich ermordet Jonas Chuzzlewit Montague Tigg, als das Schneeballsystem in sich zusammenbricht, um zu verhindern, dass er die Informationen nutzt, mit denen er andere erpresst hat. Tom Pinch entdeckt, dass hinter seinem mysteriösen Arbeitgeber der alte Martin Chuzzlewit steckt. Dieser offenbart ihm, dass er am Beispiel von Jonas und Anthony gesehen habe, wie weit Gier führe. Er hätte darauf so getan, als stände er unter dem Einfluss von Pecksniff, und dabei sehr schnell die Bösartigkeit von Pecksniff und die Charakterstärke von Pinch erkannt. Gemeinsam konfrontieren sie Pecksniff. Von Anthonys ergebenen Dienstboten erfahren sie, dass Jonas seinen Vater gar nicht umgebracht habe. Jonas glaube zwar, dass er ihn vergiftet habe, aber tatsächlich sei sein Vater an gebrochenem Herzen gestorben, als er erkannt habe, dass sein eigener Sohn ihm den Tod wünscht. Der alte Chuzzlewit gibt auch zu, dass er nur deswegen so verärgert über die Verlobung zwischen Martin und Mary gewesen sei, weil er selbst diese Heirat hätte arrangieren wollen. Er erkennt, wie närrisch seine Verärgerung darüber ist, und Großvater und Enkel versöhnen sich. Martin und Mary sowie Ruth Pinch und John Westlock heiraten. Mary bleibt Tom Pinchs heimliche Liebe bis zum Ende seines Lebens.

## Charaktere
Zu dem figurenreichen Roman gehört unter anderem auch die Figur der Sairey Gamp oder auch Sarah Gamp, die Dickens als inkompetent, nachlässig, alkoholabhängig und korrupt darstellt. Sie arbeitet als Krankenpflegerin, Hebamme und Leichenwäscherin. Selbst in einem Trauerhaus schafft Sairey Gamp es, von allen Vorzügen des Hauses Gebrauch zu machen, unabhängig davon, um wen sie sich eigentlich kümmern muss. Während ihrer Krankenpflege bezieht sie sich regelmäßig auf eine Mrs. Harris, eine von ihr erfundene Person, mit der sie Scheindialoge über alle möglichen Themen führt, die aber immer damit enden, dass Mrs. Harris ihr zu ihrer hervorragenden Persönlichkeit gratuliert. Vorbild von Dickens’ Figur war die Pflegerin, die im Haushalt seiner Förderin und Freundin Angela Burdett-Coutts zeitweilig eine erkrankte Bedienstete versorgte. Dickens’ Darstellung empfanden seine Leser als so treffend, dass sich für den schwarzen Regenschirm, den Sairey Gamp gewohnheitsmäßig mit sich herumträgt, der umgangssprachliche Begriff Gamp entwickelte. Tatsächlich handelte es sich bei den Pflegekräften, die in der ersten Hälfte des 19. Jahrhunderts in britischen Krankenhäusern arbeiteten, in der Regel um ehemalige Dienstboten oder um Witwen, die keine anderweitige Anstellung fanden und daher gezwungen waren, sich ihr Brot durch diese Arbeit zu verdienen. Nicht besser war das Ansehen der Krankenpflegerinnen, die Kranke in deren Heim pflegten. Tatsächlich verrichteten viele der Pflegerinnen alkoholisiert ihren Dienst und es war gängige Praxis, den Pflegerinnen als Dank für ihre Dienste alkoholische Getränke oder Geld für ihren Kauf zu schenken. Der Ruf, dass insbesondere Krankenpflegerinnen, die während der Nacht arbeiteten, auch sexuelle Wünsche ihrer Patienten erfüllten, stellte den Beruf in die Nähe der Prostitution.

## Deutschsprachige Ausgaben (ergänzen)
- Charles Dickens: Leben und Abenteuer des Martin Chuzzlewit. Verlag Volk und Welt, Berlin, 1962 (mit Illustrationen von Werner Klemke)

## Einzelbelege
1. ↑  Hardwick, Michael and Mary Hardwick. The Charles Dickens Encyclopedia. New York: Scribner, 1973.
2. ↑  Mark Bostridge: Florence Nightingale. Penguin Books, London 2009, ISBN 978-0-14-026392-3, S. 94
3. ↑  Mark Bostridge: Florence Nightingale. Penguin Books, London 2009, ISBN 978-0-14-026392-3, S. 96–98.